# Jacques-Julien Houtou de Labillardière
Jacques-Julien Houtou de Labillardière, född 28 oktober 1755 i Alençon, död 8 januari 1834 i Paris, var en fransk botaniker. 
Labillardière företog vidsträckta resor i södra Europa och Syrien samt deltog i Joseph-Antoine Raymond de Bruny d'Entrecasteaux expedition (1791) för att uppsöka Jean-François de La Pérouse. Labillardière invaldes 1816 som utländsk ledamot av Vetenskapsakademien i Stockholm.
Asteroiden 13964 La Billardière är uppkallad efter honom.
Auktorsnamnet Labill. kan användas för Jacques-Julien Houtou de Labillardière i samband med ett vetenskapligt namn inom botaniken; se Wikipediaartiklar som länkar till auktorsnamnet.